# Schwedische Badmintonmeisterschaft 2019
Die Schwedische Badmintonmeisterschaft 2019 fand vom 1. bis zum 3. Februar 2019 in Sundsvall statt.

## Medaillengewinner
| Disziplin    | Gold                            | Silber                       | Bronze                             |
| ------------ | ------------------------------- | ---------------------------- | ---------------------------------- |
| Herreneinzel | Hermansah                       | Felix Burestedt              | Albin Carl Hjelm                   |
| Herreneinzel | Hermansah                       | Felix Burestedt              | Gabriel Ulldahl                    |
| Dameneinzel  | Ashwathi Pillai                 | Rebecca Kuhl                 | Johanna Magnusson                  |
| Dameneinzel  | Ashwathi Pillai                 | Rebecca Kuhl                 | Malena Norrman                     |
| Herrendoppel | Richard Eidestedt Andi Hartono  | Mathias Borg Magnus Sahlberg | Hannes Andersson Jens Marmsten     |
| Herrendoppel | Richard Eidestedt Andi Hartono  | Mathias Borg Magnus Sahlberg | Adam Gozzi Melker Bexell           |
| Damendoppel  | Emma Karlsson Johanna Magnusson | Moa Sjöö Tilda Sjöö          | Louise Eriksson Klara Johansson    |
| Damendoppel  | Emma Karlsson Johanna Magnusson | Moa Sjöö Tilda Sjöö          | Clara Nistad Ashwathi Pillai       |
| Mixed        | Melker Bexell Tilda Sjöö        | Hermansah Clara Nistad       | Nils Ihse Berfin Aslan             |
| Mixed        | Melker Bexell Tilda Sjöö        | Hermansah Clara Nistad       | Filip Suwanphingkha Malena Norrman |